# حس خوب برای مردن
حس خوب برای مردن (انگلیسی: Feel Good to Die; کره‌ای: 죽어도 좋아) یک مجموعه تلویزیونی کره جنوبی سال ۲۰۱۸ بر پایه وب‌تون داوم با همین نام است و کانگ جی هوان، بک جین هی و گونگ میونگ در آن بازی کردند. این مجموعه از ۷ نوامبر تا ۲۷ دسامبر ۲۰۱۸، روزهای چهارشنبه و پنجشنبه ساعت ۲۲:۰۰ (کی‌اس‌تی) از کی‌بی‌اس۲ پخش شد.

## بازیگران

### اصلی
- کانگ جی هوان در نقش بک جین سانگ[۴]
- بک جین هی در نقش لی رو دا[۵]
- گونگ میونگ در نقش کانگ جون هو[۶]